# St.-Georgs-Kirche (Lüdershagen)

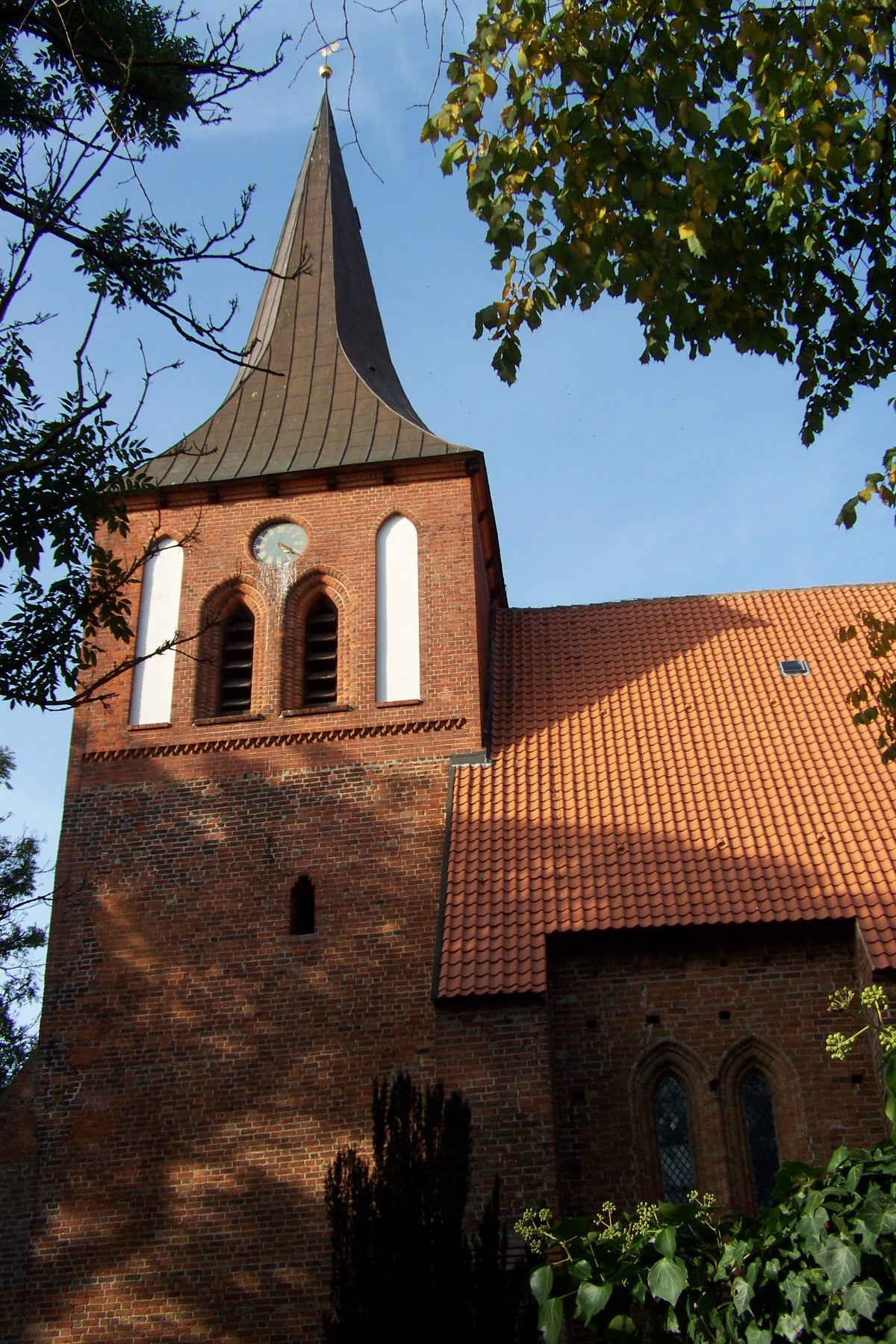
Die Georgskirche in Lüdershagen

Die St.-Georgs-Kirche Lüdershagen ist ein aus dem 13. Jahrhundert stammendes Kirchengebäude in der vorpommerschen Gemeinde Lüdershagen.

## Geschichte

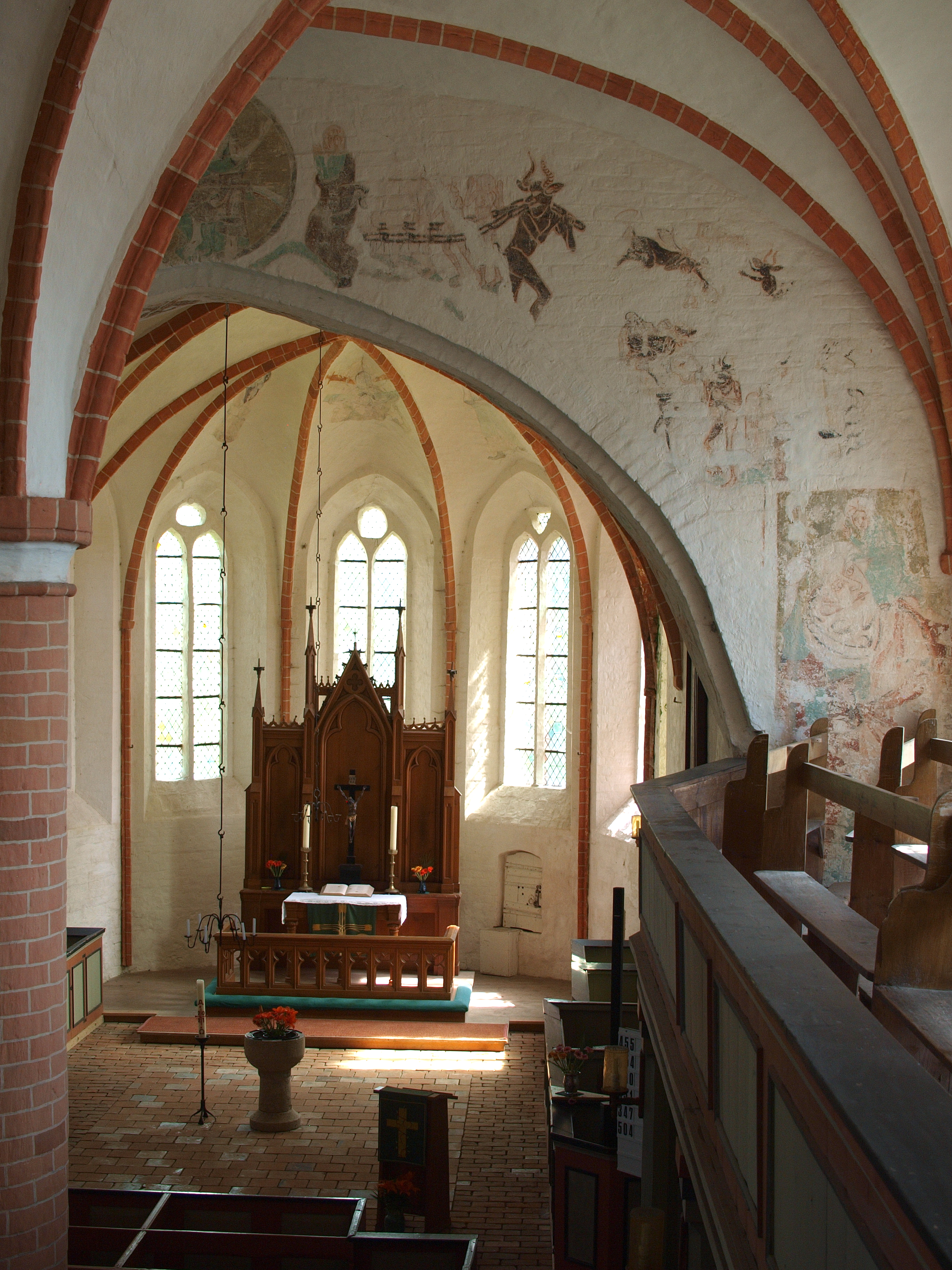
Altarraum und Wandfresken.

Die Kirche in Lüdershagen wird 1278 erstmals urkundlich erwähnt. Das  Langhaus wurde 1298 (d) fertiggestellt, das Chorpolygon wohl im 14. Jahrhundert angefügt. Der Kirchturm wurde wahrscheinlich im Zuge des Baus des Langhauses errichtet. Zwischen 1752 (Errichtung von Glockenstuhl und Fachwerkgeschoss) und 1856 trug er eine Zwiebelhaube. Das Glockengeschoss des Turmes wurde nach einem Brand 1909 durch einheimische Handwerker in gotischem Formen gestaltet.

### Münzfund 2012
Bei Restaurierungsarbeiten wurden nach Aufnahme des barocken Fußbodens knapp 300 Münzen aus dem norddeutschen und nordeuropäischen Raum gefunden. Vermutet wird, dass die Münzen bei Opfergaben und Kollekten herunterfielen und durch die Ritzen im Boden rutschten.

## Gebäude
Die gotische Hallenkirche aus Backstein steht auf einem hohen Sockel aus mäßig behauenen Granitblöcken.
Das Langhaus ist durch zwei Pfeiler in zwei Schiffe zu je drei Jochen geteilt und mit einem auf mehrere Joche verteilten Sterngewölbe gedeckt. Das Nordschiff ist etwas breiter als das Südschiff. Der Chor ist einschiffig und besteht aus zwei Rechteckjochen, an die ein 7/12-Polygon anschließt. Schiff und Chorpolygon sind mit Strebepfeilern ausgestattet. Der östliche Langhausgiebel oberhalb des Chors ist mit schlanken Spitzbogenblenden geschmückt.
Die Mauern des 41 Meter hohen Turms ragen nicht höher als Ostgiebel und Dachfirst des Langhauses. Bis 1909 bestand das Glockengeschoss aus Fachwerk, wahrscheinlich ebenso wie der Glockenstuhl 1752 errichtet. Das heutige Glockengeschoss von 1909 hat spitzbogige paarige Schallluken und seitlich davon Spitzbogenblenden.

## Ausstattung

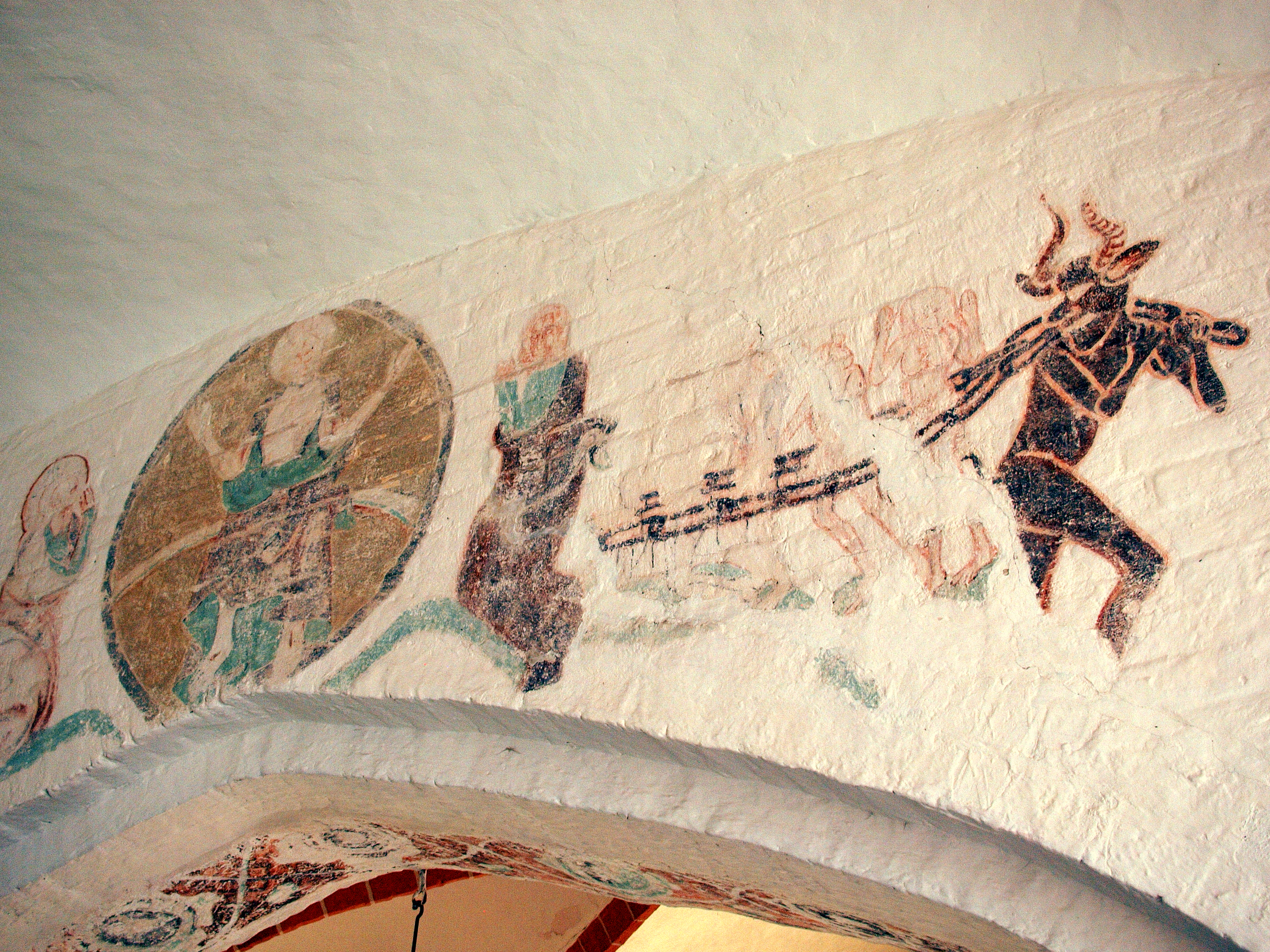
Fresken-Detail: Der Teufel mit den Verdammten vor dem Weltgericht.

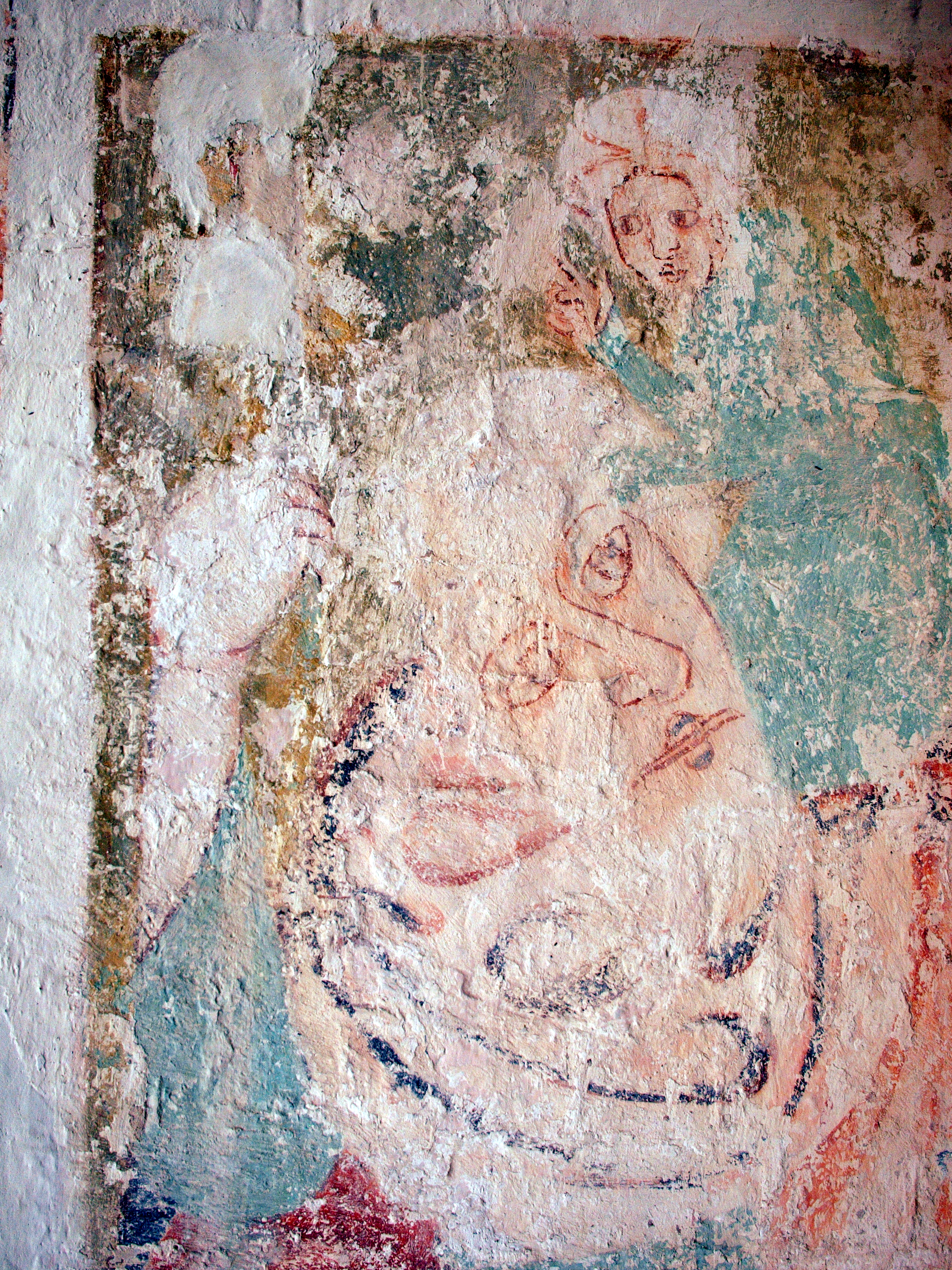
Fresken-Detail: Der heilige Christopherus.

Reste von Wandmalereien aus dem 14. Jahrhundert wurden 1959 freigelegt und sind gut restauriert erhalten. Sie zeigen das Weltgericht mit Johannes dem Evangelisten und Maria, den Teufel mit den Verdammten sowie den heiligen Christopherus. Der Taufstein aus Kalkstein stammt aus dem 14. Jahrhundert; er ist damit das älteste Einrichtungsstück.
Einen neuen Altar erhielt die Kirche 1564, der 1817 durch einen Kanzelaltar ersetzt wurde. Der jetzige Altar stammt aus dem Ende des 19. Jahrhunderts, ebenso die Kanzel. Die ältesten Gestühlsteile stammen aus dem 16. Jahrhundert, einige Teile sind auf 1724 datiert.  Entlang Seitenwänden und Westwand des Langhauses erstreckt sich eine hufeisenförmige Emporen aus dem Jahr 1819. Ihr Gestühl trägt Inschriften der einst dort Sitzberechtigten.

### Orgel
Die Buchholz-Orgel wurde 1849 gefertigt. Sie stammt aus der Werkstatt von Carl August Buchholz. 1917 wurden die Zinnpfeifen des Prospekts zu Kriegszwecken abgegeben und eingeschmolzen und später durch Zinkpfeifen ersetzt.
Vor der Restaurierung im Jahr 2008 war der Bestand erheblich gefährdet. Die Metallpfeifen drohten abzuknicken und die Holzpfeifen wiesen erhebliche Holzwurmschäden auf. In den 1980er Jahren erfolgte zwar eine scharfe Holzwurmbekämpfung, die bestehenden Fraßschäden hatten jedoch Folgen bezüglich der Stabilität der Holzpfeifen. Die Orgelrestaurierung durch den Mecklenburger Orgelbau erfolgte im Jahr 2008. Für die Restaurierung wurden Kosten von circa 30.000 Euro veranschlagt.
Die Disposition lautet wie folgt:
| Manual C–f3 |       |
| Principal   | 8′    |
| Salicional  | 8′    |
| Oktava      | 4′    |
| Gedackt     | 8′    |
| Rohrflöte   | 4′    |
| Quintflöte  | 2 ⁄3′ |
| Superoktava | 2′    |

| Pedal C–d1 |     |
| Subbass    | 16′ |
| Violone    | 8′  |

## Gemeinde
Die Kirche Lüdershagen gehört zur evangelischen Kirchengemeinde Lüdershagen und zum Ev. Pfarramt Ahrenshagen in der Propstei Stralsund im Pommerschen Evangelischen Kirchenkreis der Evangelisch-Lutherischen Kirche in Norddeutschland. Bis 2012 gehörte sie zum Kirchenkreis Stralsund der Pommerschen Evangelischen Kirche.